# Gai Megaboc
Gai Megaboc (en llatí Caius Megabocchus) va ser un magistrat romà del segle ii aC.
Va ser nomenat governador romà de Sardenya. Ciceró el menciona, i diu que va ser condemnat junt amb Tit Albuci pels crims al seu govern. Probablement és el mateix Megabac que va morir en combat quan participava amb Cras a l'expedició contra els parts.
La seva personalitat real és discutida i Johann Friedrich Gronovius pensa que seria un dels conspiradors de Catilina.